# Kalcijev karbonat
Kalcijev karbonat je kemična spojina s formulo CaCO3.
Na Zemlji je zelo pogosta snov in ga v obliki apnenca najdemo na vseh koncih sveta. Je glavni gradnik lupin morskih školjk in polžev, iz katerih so apnenčaste gore tudi nastale.

## Nekatere kemične reakcije
- CaCO3  →  CaO + CO2
- Ca(OH)2 + CO2  →  CaCO3 + H2O
- CaCO3 + CO2 + H2O  ⇌  Ca(HCO3)2

## Mineralne oblike
Kot samostojno kamnino oz. mineral ga najdemo v naslednjih oblikah:
- aragonit
- kalcit - po staro imenovan dvolomec
- kreda
- apnenec
- marmor
- travertin
- vaterit

V kombinaciji z drugimi kamninami pa:
- dolomit